# Infatuation
Infatuation er en amerikansk stumfilm fra 1915 af Snub Pollard.

## Medvirkende
- Margarita Fischer som Phyllis Ladd.
- Harry A. Pollard som Cyril Adair.
- Joseph Singleton som John Ladd.
- Lucille Ward som Mrs. Fenshaw.